# کورت وارنر
کورتیس یوجین وارنر معرف به کورت وارنر (به انگلیسی: Kurt Warner) متولد ۲۲ ژوئن ۱۹۷۱ مهاجم سابق فوتبال آمریکایی که ۱۲ دوره در لیگ ملی فوتبال بازی کرد، در درجه اول با سنت لوئیس رامز و آریزونا کاردینالز. شغل وی، که باعث شد وی از یک بازیکن آزاد پیروز به یک بازیکن با ارزش تبدیل شود، که به یکی از بزرگترین داستانهای تاریخ NFL محسوب شود. وارنر در سال ۲۰۱۷ به تالار مشاهیر طرفدار فوتبال معرفی شد و تنها بازیکنی است که به عضویت تالار مشاهیر طرفدار فوتبال آرنا درآمد.
وارنر متولد بورلینگتون، آیووا، در سدار راپیدز، آیووا فوتبال بازی کرد و در سال ۱۹۸۹ فارغ‌التحصیل شد. پس از فارغ‌التحصیلی از دبیرستان، وی در دانشگاه آیووای شمالی شرکت کرد. و در سال ۱۹۹۳ فارغ‌التحصیل شد.

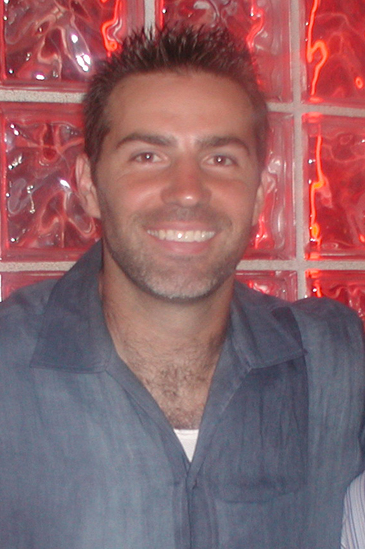
وارنر در اکتبر ۲۰۰۴

وارنر در ۱۴ فوریه ۲۰۰۶ یک تمدید سه ساله جدید را با کاردینالز امضا کرد. این معامله حقوق پایه ۱۸ میلیون دلار داشت و با مشوق‌های عملکرد می‌توانست ۲۴ میلیون دلار ارزش داشته باشد.

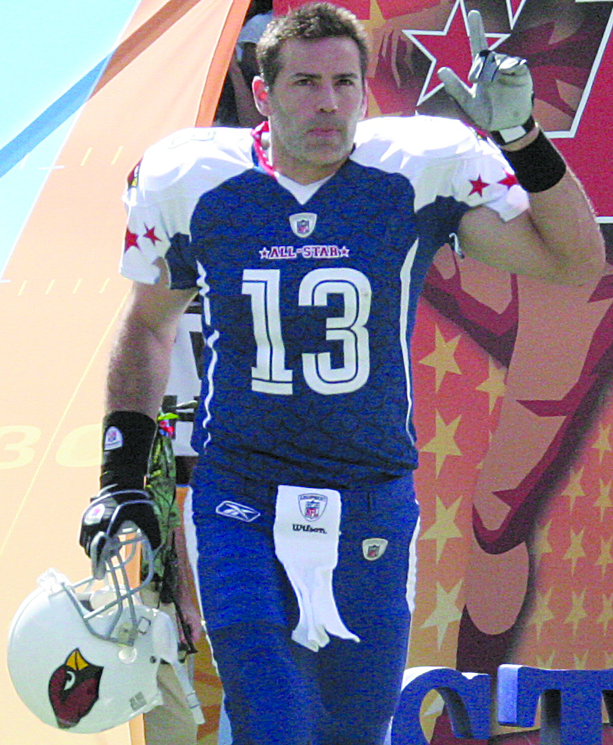
وارنر در سال ۲۰۰۹

وارنر از دانشگاه شمال آیووا در رشته ارتباطات فارغ‌التحصیل شد.

## خانه‌ها
۱۱٬۳۰۰ فوت مربع (۱٬۰۵۰ متر مربع) عمارت خانه در پرادایس ولی، آریزونا یک بار توسط کمپانی متعلق به در سال ۲۰۱۹ به ۳ میلیون دلار فروخته شد.